# 青木瓜沙拉之歌
《青木瓜沙拉之歌》是泰国诗琳通公主于1970年创作的一首民歌，当时她15岁。歌词中提到了泰国东北部菜式青木瓜沙拉的制作方法。

## 演唱者
该歌曲最初由彭普万·东詹演唱，后来由苏娜里·拉差西玛演唱。
朗嘎拉姆在中国国际广播电台采访时也曾唱过这首歌。